# Бона (гора)
Бона (англ. Bona) — гірська вершина розташована неподалік від  кордону Аляски (США) та Юкону (Канада).
Згаслий стратовулкан, розташований на південному сході  Аляски, вища точка якого становить 5005 м н.р.м., відносна висота — 2104 м. Майже повністю покритий крижаними полями і льодовиками. Перше сходження було здійснено 2 липня 1930 р. трьома альпіністами Карпом Алленом, Ендрю Тейлором, і Терісом Муром.
Дану гірську вершину було названо принцом Луїджі Амедео (принц Савойський і герцог Абруцький) на честь своєї гоночної яхти «Бона» в 1897 році під час сходження на гору Святого Іллі (5489 м).

## Ресурси Інтернету
- Bivouac.com [Архівовано 21 вересня 2013 у Wayback Machine.]

## Виноски
1. ↑  Peakbagger.com